# Abukuma (tàu tuần dương Nhật)
Abukuma (tiếng Nhật: 阿武隈) là một tàu tuần dương hạng nhẹ thuộc lớp Nagara của Hải quân Đế quốc Nhật Bản. Tên của nó được đặt theo sông Abukuma tại khu vực Tōhoku của Nhật Bản. Nó từng được sử dụng rộng rãi trong Chiến tranh thế giới thứ hai và đã bị máy bay ném bom Mỹ đánh chìm ngày 26 tháng 10 năm 1944 ngoài khơi đảo Negros, biển Mindanao.

## Thiết kế và chế tạo
Abukuma là chiếc thứ sáu và là chiếc cuối cùng được hoàn tất trong lớp tàu tuần dương hạng nhẹ Nagara, và giống như những chiếc cùng lớp, nó được dự định sử dụng như soái hạm của hải đội tàu khu trục. Chính trong vai trò này mà nó đã tham gia trận tấn công Trân Châu Cảng.
Abukuma được đặt lườn tại Xưởng hải quân Sasebo vào ngày 8 tháng 12 năm 1921. Nó được hạ thủy vào ngày 16 tháng 3 năm 1923 và đưa vào hoạt động ngày 26 tháng 5 năm 1925.

## Lịch sử hoạt động

### Các hoạt động ban đầu
Abukuma được hoàn tất tại xưởng đóng tàu của hãng Uraga Dock Company vào ngày 26 tháng 5 năm 1925, việc đưa nó vào hoạt động bị chậm trễ do vụ động đất Quan Đông đại chấn tai. Năm 1932, nó được phân về Hạm đội 3 Nhật Bản và được bố trí nhiệm vụ tuần tra dọc theo bờ biển phía Bắc Trung Quốc sau sự kiện Mãn Châu. Khi mối quan hệ với Trung Quốc ngày càng xấu đi, Abukuma được giao nhiệm vụ hỗ trợ cho việc vận chuyển binh lính trong trận Thượng Hải, và tiếp tục tuần tra dọc theo bờ biển Trung Quốc và sông Dương Tử cho đến năm 1938.

### Không kích Trân Châu Cảng
Abukuma khởi hành từ vịnh Hitokappu trong quần đảo Kurile vào ngày 26 tháng 11 năm 1941 cùng với Lực lượng Tấn công Tàu sân bay của Phó Đô đốc Nagumo Chuichi. Nó hoạt động như là soái hạm của Hải đội Khu trục 1 dưới quyền chỉ huy của Chuẩn Đô đốc Sentaro Omori, bao gồm các tàu khu trục Shiranuhi, Arare, Kagero, Kasumi, Tanikaze, Hamakaze, Isokaze và Urakaze.
Hải đội Khu trục 1 hoạt động như lực lượng hộ tống chống tàu ngầm cho các tàu sân bay Akagi, Kaga, Soryu, Hiryu, Shokaku và Zuikaku, các thiết giáp hạm Hiei và Kirishima và hai tàu tuần dương hạng nặng Tone và Chikuma vốn là thành phần nòng cốt của Lực lượng Đặc nhiệm tàu sân bay. Gần 360 máy bay đã được tung ra để tấn công Trân Châu Cảng vào ngày 7 tháng 12 năm 1941, gây ra những thiệt hại nghiêm trọng: đánh chìm bốn thiết giáp hạm Mỹ, làm hư hại ba chiếc khác, phá hủy hơn 100 máy bay, và làm thiệt mạng 2.335 người chỉ trong một buổi sáng.
Sau trận Trân Châu Cảng, Abukuma dẫn đầu Hải đội Khu trục 1 cùng Lực lượng Đặc nhiệm Tàu sân bay quay trở về Nhật Bản, và được đón tiếp như những vị anh hùng vào ngày 23 tháng 12 năm 1941.

### Các hoạt động tại Nam Thái Bình Dương
Trong tháng 1 năm 1942, Hải đội Khu trục 1 hộ tống cho hạm đội chiếm đóng Rabaul, New Britain và Kavieng, New Guinea từ căn cứ của chúng tại Truk trong quần đảo Caroline.
Đầu tháng 2, Hải đội Khu trục 1 tháp tùng Lực lượng Đặc nhiệm Tàu sân bay trong cuộc săn đuổi bất thành Lực lượng Đặc nhiệm 8 của Phó Đô đốc William F. Halsey Jr sau khi chiếc Enterprise không kích Kwajalein và Wotje trong quần đảo Marshall. Sau đó Abukuma được lệnh đi đến Palau, nơi nó tháp tùng Lực lượng Đặc nhiệm Tàu sân bay tham gia ném bom cảng Darwin thuộc Úc.
Vào cuối tháng 2 cho đến tận tháng 4, Hải đội Khu trục 1 hộ tống Lực lượng Đặc nhiệm Tàu sân bay tấn công Java tại Đông Ấn thuộc Hà Lan, cùng Columbo và Trincomalee tại Ceylon và các mục tiêu khác trong Ấn Độ Dương, bao gồm chiếc tàu sân bay HMS Hermes của Hải quân Hoàng gia Anh. Hạm đội quay trở về Singapore vào ngày 11 tháng 4 năm 1942.

### Trận chiến quần đảo Aleut
Vào tháng 5, Abukuma cùng hải đội khu trục của nó được bố trí đến Lực lượng Phương Bắc dưới quyền chỉ huy của Phó Đô đốc Boshiro Hosogaya, và hộ tống các tàu sân bay hạng nhẹ Ryujo và Junyo hỗ trợ cho cuộc tấn công Attu và Kiska trong trận chiến quần đảo Aleut.
Trong tháng 6 và tháng 7, Hải đội Khu trục 1 quay trở về Nhật Bản để hộ tống một đoàn tàu vận tải lực lượng tăng cường đến hai đảo vừa mới chiếm được tại quần Đảo Aleut. Sau chuyến tuần tra bình yên tại quần đảo Aleut và quần đảo Kuril, Hải đội Khu trục 1 tiếp tục hộ tống thêm ba đoàn tàu vận tải lực lượng tăng cường và tiếp liệu đến Aleut từ tháng 10 đến tháng 12.
Abukuma quay trở về xưởng hải quân Sasebo để tái trang bị vào ngày 12 tháng 12 năm 1942, trong đó hai tháp súng Kiểu 96 25 mm phòng không ba nòng được trang bị; tháp pháo 140 mm Số 5 cùng khẩu đội súng máy 13,2 mm bốn nòng bố trí trước cầu tàu được thay thế bằng khẩu đội súng máy 13,2 mm nòng đôi. Sau khi hoàn tất, Abukuma quay trở lại vùng biển phía Bắc tiếp tục các hoạt động tăng cường cho Attu và Kiska từ tháng 1 đến tháng 3 năm 1943.
Abukuma tham gia Trận chiến quần đảo Komandorski vào ngày 26 tháng 3 năm 1943. Sau trận đánh Abukuma được an toàn, nhưng chiếc tàu tuần dương hạng nặng Nachi bị hư hại nặng và Hạm đội 5 Nhật Bản bị buộc phải hủy bỏ nhiệm vụ tiếp tế đến quần đảo Aleut. Tư lệnh hạm đội, Phó Đô đốc Hosogaya, bị thất sủng vì đã phải rút lui trước một hạm đội Mỹ yếu thế hơn, bị buộc phải từ chức. Sau đó, Abukuma được phân về Hạm đội 5 Nhật Bản dưới quyền chỉ huy của Phó Đô đốc Shiro Kawase.
Từ tháng 4 đến tháng 5 năm 1943, Abukuma trải qua một đợt tái trang bị khác tại xưởng hải quân Maizuru, Kyoto, trong đó một bộ radar dò tìm trên không Kiểu 21 được trang bị. Vì vậy nó đã không hiện diện trong "Chiến dịch Landcrab", khi lực lượng Mỹ tái chiếm Attu.
Trong tháng 7, Abukuma và Hải đội Khu trục 1 đã hỗ trợ cho việc triệt thoái lực lượng khỏi Kiska. Ngày 26 tháng 7 năm 1943, Kunashiri bị va chạm với Abukuma, đâm trúng mạn phải con tàu, nhưng chỉ gây hư hại nhẹ. Ngày 12 tháng 9 năm 1943, trong khi di chuyển ngoài khơi Paramushiro, Abukuma chịu đựng hư hại nhẹ bởi những quả bom ném suýt trúng từ những máy bay B-24 Liberator và B-25 Mitchell của Không lực Mỹ.
Vào ụ tàu một lần nữa từ tháng 10 đến tháng 11 năm 1943, tháp pháo Số 7 của Abukuma được tháo bỏ, và một khẩu đội pháo phòng không 127 mm Kiểu 89 40 caliber nòng đôi không che chắn được trang bị, cũng như một khẩu đội phòng không 25 mm Kiểu 96 ba nòng và bốn khẩu 25 mm nòng đơn. Sau khi tái trang bị, Abukuma quay trở lại vùng biển phía Bắc vào tháng 12 để tuần tra chống tàu ngầm ngoài khơi Hokkaidō và quần đảo Kuril cho đến tháng 6 năm 1944.
Ngày 21 tháng 6 năm 1944, trong một đợt tái trang bị khác tại Yokosuka, Kanagawa, một hệ thống radar dò tìm mặt đất Kiểu 22 được trang bị cùng với thêm mười khẩu đội phòng không 25 mm Kiểu 96 nòng đơn. Năm khẩu đội súng máy 13,2 mm Kiểu 93 nòng đơn cũng được bổ sung. Công việc sửa chữa hoàn tất vào ngày 13 tháng 7 năm 1944.

### Trận chiến eo biển Surigao
Abukuma ở lại vùng biển nhà Nhật Bản cho đến giữa tháng 10, khi nó được giao nhiệm vụ khởi hành cùng bảy tàu khu trục chống lại hạm đội Mỹ ngoài khơi Đài Loan vào tháng 10 năm 1944. Tuy nhiên, chúng được chuyển hướng từ Mako thuộc quần đảo Pescadores đến Manila để hỗ trợ cho Phó Đô đốc Shoji Nishimura kháng cự Hải quân Mỹ tại Philippines. Abukuma được tháp tùng bởi các tàu tuần dương hạng nặng Nachi và Ashigara. Từ ngày 15 đến ngày 22 tháng 10, hải đội lần lượt bị sáu tàu ngầm Mỹ khác nhau phát hiện, nhưng chỉ có một chiếc tìm cách cơ động được đến đủ gần để khai hỏa. Tàu ngầm Seadragon trông thấy hải đội đang di chuyển hình chữ chi với tốc độ 35 km/h (19 knot) ngang qua eo biển Luzon vào ngày 22 tháng 10. Seadragon bắn bốn ngư lôi phía đuôi tàu, nhưng tất cả đều bị trượt. Cả sáu chiếc tàu ngầm đều báo cáo về vị trí, hướng đi và tốc độ của hải đội đến các đơn vị hạm đội Mỹ trong khu vực.
Ngày 25 tháng 10, số phận của Abukuma kết thúc trong Trận chiến eo biển Surigao, một phần trong chiến dịch quân sự bao gồm bốn trận hải chiến được biết đến chung như là Trận chiến vịnh Leyte. Trong những giờ đầu tiên của ngày hôm đó, hải đội của Abukuma bị một đội tàu tuần tra-phóng lôi Mỹ PT Boat tấn công. Chiếc PT-137 của Trung úy Mike Kovar đã phóng một quả ngư lôi nhắm vào một tàu khu trục, nhưng quả ngư lôi đi sâu và vượt qua bên dưới mục tiêu trước khi đánh trúng Abukuma lúc 03 giờ 25 phút tại phòng nồi hơi số 1, làm thiệt mạng 30 người.
Abukuma bị hỏng và tụt lại phía sau hải đội, nhưng sau khi thực hiện các sửa chữa khẩn cấp, đã có thể di chuyển vào lúc 04 giờ 45 phút với tốc độ 37 km/h (20 knot). Đến 05 giờ 35 phút, Abukuma bắt kịp phần còn lại của hải đội. Tuy nhiên, nó bị ngập chúi mũi và bị tràn ít nhất 500 tấn nước; nên đến 08 giờ 30 phút nó nhận được lệnh rút lui về Dapitan để sửa chữa, có tàu khu trục Ushio theo hộ tống.
Ngày 26 tháng 10, Abukuma bị phát hiện và bị tấn công bởi các máy bay ném bom B-24 Liberator thuộc Liên đội 5 của Không lực 13 trang bị bom 227 kg (500 lb). Lúc 10 giờ 06 phút nó trúng trực tiếp một quả gần tháp pháo 140 mm số 3; và đến 10 giờ 20 phút thêm hai cú đánh trúng bởi máy bay B-24 thuộc Phi đội 33, Liên đội Ném bom 22 của Không lực 5 phía sau tàu làm bùng lên các đám cháy. Đám cháy lan rộng đến phòng động cơ và phòng ngư lôi phía đuôi tàu. Con tàu bị mất điện và tốc độ bị chậm dần. Lúc 10 giờ 37 phút, bốn quả ngư lôi Kiểu 93 Long Lance phía đuôi tàu phát nổ gây hư hại nghiêm trọng. Giữa 11 giờ 00 và 11 giờ 30 phút ngoài khơi đảo Negros, thủy thủ đoàn được lệnh bỏ tàu. Lúc 11 giờ 42 phút, nó chìm với đuôi chìm trước tại tọa độ 09°20′B 122°32′Đ / 9,333°B 122,533°Đ cùng 250 thành viên thủy thủ đoàn. Ushio vớt được thuyền trưởng và 283 người sống sót.
Abukuma được rút khỏi danh sách Đăng bạ Hải quân vào ngày 20 tháng 12 năm 1944.

## Danh sách thuyền trưởng
- Inosuke Tokuda (sĩ quan trang bị trưởng): 20 tháng 10 năm 1924 - 26 tháng 5 năm 1925
- Inosuke Tokuda: 26 tháng 5 năm 1925 - 1 tháng 12 năm 1925
- Shiro Otani: 1 tháng 12 năm 1925 - 1 tháng 11 năm 1926
- Minoru Nagai: 1 tháng 11 năm 1926 - 15 tháng 11 năm 1927
- Teijiro Toyoda: 15 tháng 11 năm 1927 - 10 tháng 12 năm 1928
- Fuchitsune Irie: 10 tháng 12 năm 1928 - 30 tháng 11 năm 1929
- Shinji Nohara: 30 tháng 11 năm 1929 - 1 tháng 12 năm 1930
- Shichisaburo Koga: 1 tháng 12 năm 1930 - 1 tháng 12 năm 1931
- Seiichi Iwamura: 1 tháng 12 năm 1931 - 15 tháng 11 năm 1932
- Kentaro Kojima: 15 tháng 11 năm 1932 - 15 tháng 11 năm 1933
- Yoshiaki Kohashi: 15 tháng 11 năm 1933 - 15 tháng 11 năm 1934
- Takeo Kurita: 15 tháng 11 năm 1934 - 15 tháng 11 năm 1935
- Ruitaro Fujita: 15 tháng 11 năm 1935 - 1 tháng 12 năm 1936
- Iwao Shimizu: 1 tháng 12 năm 1936 - 1 tháng 12 năm 1937
- Katsuzo Akiyama: 1 tháng 12 năm 1937 - 1 tháng 12 năm 1938
- Kikumatsu Tanaka: 1 tháng 12 năm 1938 - 15 tháng 11 năm 1939
- Shakao Sakiyama: 15 tháng 11 năm 1939 - 1 tháng 11 năm 1940
- Seiroku Murayama: 1 tháng 11 năm 1940 - 20 tháng 9 năm 1942
- Shiro Shibuya: 20 tháng 9 năm 1942 - 18 tháng 8 năm 1943
- Kaname Konishi: 18 tháng 8 năm 1943 - 26 tháng 3 năm 1944
- Takuo Hanada: 26 tháng 3 năm 1944 - 26 tháng 10 năm 1944